# ۴۰۱ (قمری)
۴۰۱ (قمری)، چهارصد و یکمین سال در گاهشماری هجری قمری است. اول محرم این سال برابر با بیست و یکم اوت سال ۱۰۱۰ میلادی است.

## وابسته
- مروانیان